# Прам
Прам (нидерл. praam — плоскодонное судно и дат. pram — баржа) — крупное плоскодонное артиллерийское парусно-гребное судно, применявшееся в качестве плавучей батареи.
Также в России прамами называли вспомогательные плоскодонные суда, использовавшиеся для конопачения судов, перевозки грузов и других портовых работ, а в Голландии речные плоскодонные грузовые суда.
Полупрам — плоскодонное парусно-гребное судно, отличавшееся от прама меньшими размерами и меньшей мощностью артиллерийского вооружения.

## Описание судна
Крупное плоскодонное парусно-гребное трехмачтовое судно. На прамы устанавливалась мощная артиллерия, располагавшаяся в закрытой батарее, и состоявшая в различное время от 18 до 44 пушек крупного калибра. Иногда на прамы устанавливались гаубицы, единороги и мортиры. За счёт малой осадки могли использоваться на мелководье. При этом отличались плохой манёвренностью и практически не могли двигаться без помощи буксира.
Российский историк В. Ф. Головачев в своей книге «Действия русского флота во время войны России со Швецией в 1788–1790 годах» так описывает суда данного типа:

Прамы — четырёхугольные неуклюжие ящики, имевшие двухъярусную батарею и до 40 орудий большого калибра. Но они были знамениты своей неповоротливостью и даже во время малого ветра могли следовать не иначе, как на буксире

## Использование судна
Впервые прамы появились в Швеции во 2-й половине XVII века и предназначались для бомбардировки крепостей и укреплённых пунктов противника в прибрежных районах и на реках.
В Российском флоте суда данного типа впервые появились в XVIII веке, в первые годы Северной войны. Длина российских прамов достигала 35 метров, ширина — 11 метров, а осадка — 3 метров. Также к концу XVIII века для Балтийского флота было построено несколько полупрамов, отличавшихся вдвое меньшей осадкой при той же длине и ширине. В составе флота прамы прослужили до конца XVIII века, пока в 1790-х годах не были заменены на более маневренные плавучие батареи.